# Мирнес Шишич
Мирнес Шишич (словен. Mirnes Šišić, нар. 8 серпня 1981, Мостар) — словенський футболіст, що грав на позиції півзахисника.
Більшу частину кар'єри провів у грецьких клубах, крім того грав на батьківщині за «Рудар» (Веленє), вихованцем якого і є, та сербську «Црвену Звезду». Крім того провів 15 матчів і забив 2 голи за національну збірну Словенії.

## Клубна кар'єра
У дорослому футболі дебютував 2001 року виступами за «Рудар» (Веленє), в якому провів два сезони, взявши участь у 19 матчах чемпіонату.
Протягом сезону 2003/04 років захищав кольори клубу «Ілісіакос» з третього за рівнем дивізіону Греції.
Своєю грою за останню команду привернув увагу представників тренерського штабу клубу «Лариса», до складу якого приєднався влітку 2004 року. Відіграв за лариський клуб наступні два сезони своєї ігрової кар'єри.
З літа 2006 року протягом трьох сезонів (з невеликою перервою на виступи за «Іракліс») грав у «Левадіакосі». 
На початку 2008 року уклав контракт з клубом «Олімпіакос» і в першому ж сезоні виборов титул чемпіона Греції та став володарем Кубка Греції.
На початку 2009 року став гравцем сербської «Црвени Звезди», за яку грав до кінця сезону, після чого покинув клуб на правах вільного агента і тривалий час був без клубу. 
В січні 2010 року повернувся до Греції і до кінця сезону грав за клуб «ПАС Яніна», після чого ще сезон провів в «Іраклісі».
Влітку 2011 року став гравцем ОФІ, де провів півтора сезони, після чого з січня по серпнь 2013 року пограв за «Панетолікос».
В січні 2014 року знову став гравцем ОФІ, але цього разу виходив на поле ще менше і в листопаді покинув клуб.

## Виступи за збірну
6 лютого 2008 року дебютував в офіційних матчах у складі національної збірної Словенії в товариській грі проти збірної Данії (1:2). Протягом кар'єри у національній команді, яка тривала 5 років, провів у формі головної команди країни 15 матчів, забивши 2 голи.

## Титули і досягнення
- Чемпіон Греції (1):

«Олімпіакос»: 2007-08
- Володар Кубка Греції (1):

«Олімпіакос»: 2007-08